# Prijedor Urije Airport
Prijedor Urije Airport är en flygplats i Bosnien och Hercegovina. Den ligger i den nordvästra delen av landet, 180 km nordväst om huvudstaden Sarajevo. Prijedor Urije Airport ligger 168 meter över havet.